# .moe
Tên miền .moe là tên miền cấp cao nhất (TLD) trong Hệ thống phân giải tên miền của Internet. Tên miền này xuất phát từ từ lóng tiếng Nhật moe, cho thấy mục đích dự định của tên miền là tiếp thị các sản phẩm hoặc dịch vụ được coi là moe.

## Lịch sử
Interlink bắt đầu phát triển tên miền cấp cao nhất (TLD) .moe vào năm 2012. Vào ngày 13 tháng 11 năm 2013, ICANN và Interlink đã ký kết thỏa thuận đăng ký, theo đó Interlink sẽ vận hành .moe TLD. Interlink đã tài trợ cho một cuộc thi được tổ chức từ ngày 11 tháng 4 đến ngày 6 tháng 5 năm 2014 để thiết kế ra logo của miền. Thời gian đăng ký chính bắt đầu vào ngày 22 tháng 7 năm 2014.